# Georg Strube

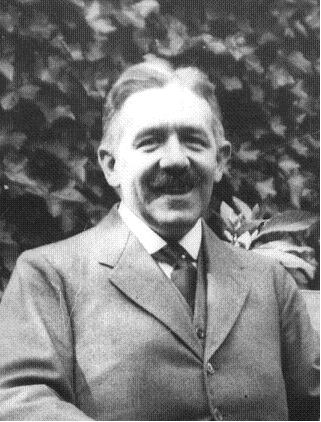
Georg Strube (1929)

Georg Leopold Strube (* 14. November 1869 in Bremen; † 25. Mai 1932 in Bremen) war ein deutscher Arzt, der das Willehadhaus vom Roten Kreuz (heute: Rotes Kreuz Krankenhaus) in Bremen leitete und stark ausbaute. Er war der erste Präsident der 1924 in Bremen gegründeten Wissenschaftlichen Gesellschaft, der Vorläuferin der Wittheit zu Bremen.

## Biografie

### Familie, Ausbildung und Beruf
Strube, Sohn des Bremer Augenarztes und Hausarztes Dr. med. Georg Ernst Strube (* 14. Juni 1833 in Altona; † 3. Mai 1890 in Bremen), studierte Medizin in Heidelberg, Straßburg, Bonn und Berlin. 1900 kehrte er nach Bremen zurück und ließ sich als Arzt nieder. Am 1. November 1905 wurde er leitender Arzt und Internist am Vereinskrankenhaus zum Roten Kreuz, das 1926 in Willehadhaus zum Roten Kreuz nach dem ersten Erzbischof von Bremen umbenannt wurde.

### Leistungen
Um die Jahrhundertwende erkannte Strube, dass Tuberkulose durch Ansteckung verbreitet wird. Daraufhin wurde 1903 die Beratungsstelle für Lungenkranke eingerichtet.
Zehn Jahre lang war er Vorsitzender des Ärztlichen Vereins in Bremen. Ihm lag die wissenschaftliche Ausbildung von Ärzten und deren ethische Berufsauffassung am Herzen. 1932 wurde er zum Ehrenmitglied des Vereins gewählt.
Als 1924 in Bremen der Deutsche Ärztetag stattfand, war er an der Leitung beteiligt.

### Ausbau des Krankenhauses
Das Krankenhaus, das beim Amtsantritt Strubes nur aus Mutterhaus, Privathaus und Baracke bestand, wurde in mehreren Stufen ausgebaut und erweitert.
1926 sollte das Krankenhaus um 120 Betten erweitert werden. Der Verein zur Ausbildung von Krankenpflegerinnen plante einen Bazar, der die Baukosten aufbringen sollte.
Ludwig Roselius war mit Strube und seiner Frau Lili Strube, der Tochter von Friedrich Jolly und Enkelin von Philipp von Jolly, befreundet. Sie arbeitete mit Ludwig Roselius einen Plan aus, der gleichzeitig den Krankenhausausbau und den Bekanntheitsgrad der Böttcherstraße förderte. Roselius wollte dort eine Heimstätte und Werbeabteilung für gutes deutsches Kunsthandwerk schaffen. Sein Problem war, dass die Bremer Gesellschaft die modernisierte Böttcherstraße zunächst nicht annahm. Durch einen dreitägigen Wohltätigkeitsbazar in der Böttcherstraße zugunsten des Willehadhauses, der vom 15. bis 17. Oktober 1926 stattfand, konnte das geändert werden.
Willi Jung, der spätere Chefarzt des Hauses, erzählt: ‚Am letzten Abend des Bazars saß Professor Dr. Strube mit umwölkter Miene im Kreis seiner Veranstalter und Gäste. Von seiner alten Patientin und Gönnerin Frau Gildemeister nach dem Grund befragt, sagte er
- „Wenn Sie wüssten, was für Sorgen wir haben! Wir haben ein Heim für unsere Schwestern gebaut, das kostete 90 000 Mark. Die sollten von diesem Bazar erbracht werden. Eingenommen haben wir aber nur 65 000 Mark!“

Die alte Dame besann sich nicht lange:
- „Wenn Sie sonst keine Sorgen haben, geben Sie mir mal einen Füllfederhalter!“ Sprach's und füllte einen Scheck über 25 000 Mark aus.

### Gründung der Wittheit
1924 gründete die Historische Gesellschaft mit zwei anderen Vereinigungen die Bremer Wissenschaftliche Gesellschaft, später Wittheit zu Bremen genannt. Strube war, zusammen mit dem Röntgenologen Hans Meyer und dem Philosophen Johann Hinrich Knittermeyer, an der Gründung beteiligt und wurde ihr erster Präsident. Am 14. Februar 1925 hielt er bei der Gründungsfeier die Stiftungsrede. Er führte aus, dass es in Bremen schon einmal eine Pflanzstätte der Wissenschaft gab, das Gymnasium Illustre, das im 17. und 18. Jahrhundert die Pflege der Wissenschaft übernahm. Er kündigte an, dass alljährlich am 5. November, dem Geburtstag von Johann Smidt, eine Festsitzung, die „Smidt-Sitzung“ stattfinden werde.
Auch bei der ersten Smidt-Sitzung im gleichen Jahr wurde der Festvortrag von  Strube gehalten, Thema Die Heilkunde in ihrer Beziehung zu Wissenschaft und Wirtschaft.
Er befasste sich darin mit den Änderungen im Verhältnis zwischen Arzt und Patient, die durch den Ersatz der freien karitativen Wohlfahrtspflege durch Krankenversicherungen entstanden seien.
1927 hielt er in Bremen einen Vortrag, in welchem er nachdrücklich die Wiedereinrichtung der alten inneren Freiheit des Arztes forderte. Dies sei „Voraussetzung und Gesetz der ärztlichen Berufstätigkeit“.

## Ehrungen
- 1918 wurde ihm vom Bremer Senat der Titel Professor verliehen.
- Die Georg-Strube-Straße in Bremen-Obervieland wurde 1966 nach ihm benannt.

## Werke
- Die Heilkunde in ihrer Beziehung zu Wissenschaft und Wirtschaft. G. A. v. Halem, Bremen 1927.

- Klinische Beiträge zur Pathologie und Therapie der Tuberkulose. Urban & Schwarzenberg, Berlin 1921.